# Reutenbourg
Reutenbourg (en allemand Reutenburg) est une commune française située dans la circonscription administrative du Bas-Rhin et, depuis le 1er janvier 2021, dans le territoire de la Collectivité européenne d'Alsace, en région Grand Est.
Cette commune se trouve dans la région historique et culturelle d'Alsace.

## Géographie

### Localisation
Le territoire de la commune est limitrophe de ceux de cinq communes :
|            | Lochwiller    |                      |
| Marmoutier | Reutenbourg   | Westhouse-Marmoutier |
| Singrist   | Jetterswiller |                      |

### Géologie et relief
Hydrogéologie et climatologie : Système d’information pour la gestion de l’Aquifère rhénan, par le Bureau de recherches géologiques et minières (BRGM) :
Territoire communal : Occupation du sol (Corinne Land Cover); Cours d'eau (BD Carthage),
Géologie : Carte géologique; Coupes géologiques et techniques,
 Hydrogéologie : Masses d'eau souterraine; BD Lisa; Cartes piézométriques.

### Hydrographie
La commune est dans le bassin versant du Rhin au sein du bassin Rhin-Meuse. Elle est drainée par le ruisseau le Kuhbach et le ruisseau le Reutenburgerbach,.

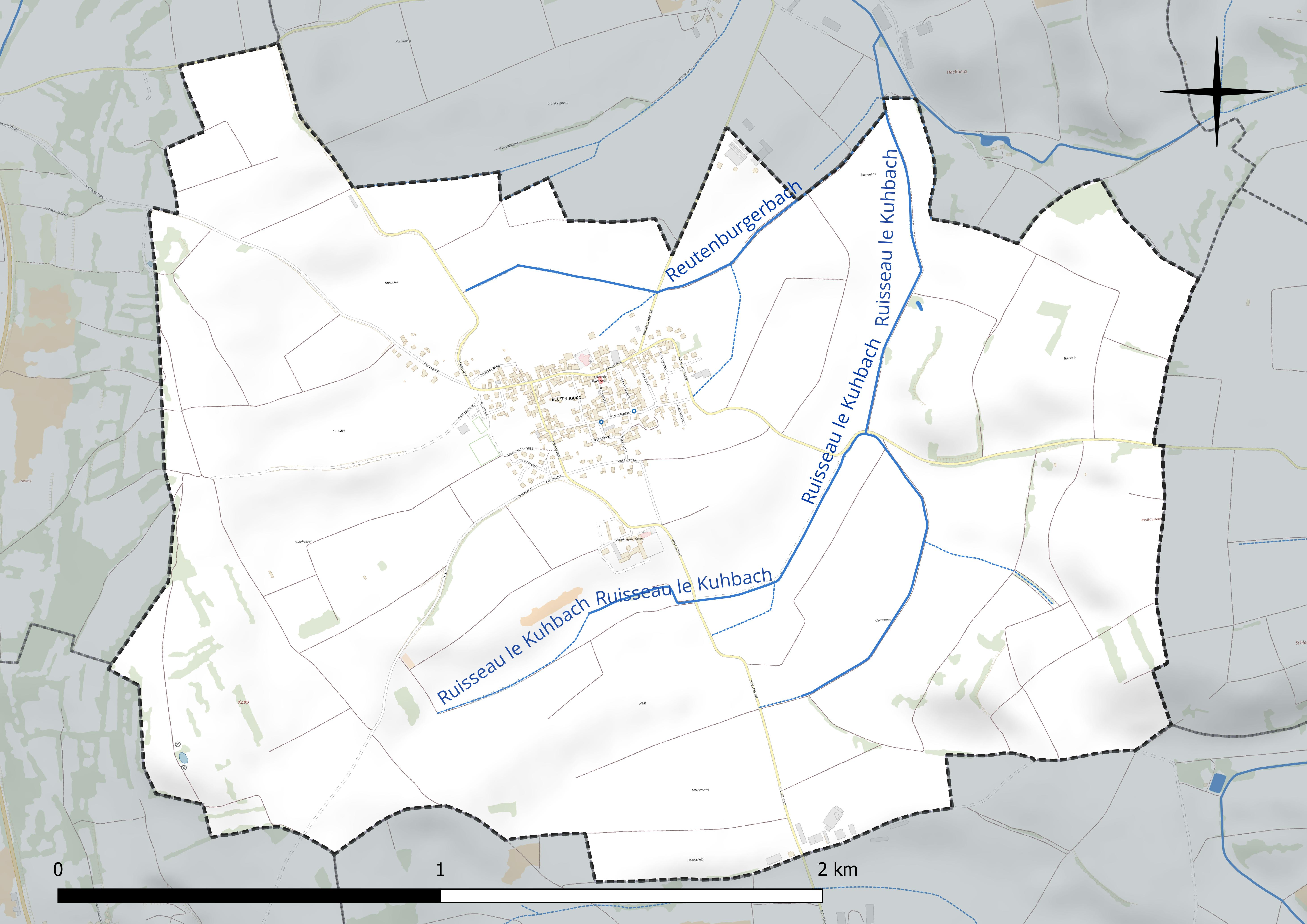
Réseau hydrographique de Reutenbourg.

### Climat
Pour des articles plus généraux, voir Climat du Grand Est et Climat du Bas-Rhin.
En 2010, le climat de la commune est de type climat des marges montargnardes, selon une étude du Centre national de la recherche scientifique s'appuyant sur une série de données couvrant la période 1971-2000. En 2020, Météo-France publie une typologie des climats de la France métropolitaine dans laquelle la commune est exposée à un climat semi-continental et est dans la région climatique  Vosges, caractérisée par une pluviométrie très élevée (1 500 à 2 000 mm/an) en toutes saisons et un hiver rude (moins de 1 °C). 
Pour la période 1971-2000, la température annuelle moyenne est de 10,2 °C, avec une amplitude thermique annuelle de 17,4 °C. Le cumul annuel moyen de précipitations est de 769 mm, avec 9,8 jours de précipitations en janvier et 10,4 jours en juillet. Pour la période 1991-2020, la température moyenne annuelle observée sur la station météorologique de Météo-France la plus proche, « Wangenbourg_sapc », sur la commune de Wangenbourg-Engenthal à 10 km à vol d'oiseau, est de 9,9 °C et le cumul annuel moyen de précipitations est de 1 131,8 mm. 
La température maximale relevée sur cette station est de 36,4 °C, atteinte le 25 juillet 2019 ; la température minimale est de −16,9 °C, atteinte le 7 février 2012,,. 
Les paramètres climatiques de la commune ont été estimés pour le milieu du siècle (2041-2070) selon différents scénarios d'émission de gaz à effet de serre à partir des nouvelles projections climatiques de référence DRIAS-2020. Ils sont consultables sur un site dédié publié par Météo-France en novembre 2022.

## Urbanisme

### Typologie
Au 1er janvier 2024, Reutenbourg est catégorisée commune rurale à habitat dispersé, selon la nouvelle grille communale de densité à sept niveaux définie par l'Insee en 2022.
Elle est située hors unité urbaine. Par ailleurs la commune fait partie de l'aire d'attraction de Strasbourg (partie française), dont elle est une commune de la couronne,. Cette aire, qui regroupe 268 communes, est catégorisée dans les aires de 700 000 habitants ou plus (hors Paris),.

### Occupation des sols
L'occupation des sols de la commune, telle qu'elle ressort de la base de données européenne d’occupation biophysique des sols Corine Land Cover (CLC), est marquée par l'importance des territoires agricoles (93,9 % en 2018), une proportion identique à celle de 1990 (93,9 %). La répartition détaillée en 2018 est la suivante :  terres arables (58,9 %), zones agricoles hétérogènes (34,9 %), zones urbanisées (6,1 %), cultures permanentes (0,1 %). L'évolution de l’occupation des sols de la commune et de ses infrastructures peut être observée sur les différentes représentations cartographiques du territoire : la carte de Cassini (XVIIIe siècle), la carte d'état-major (1820-1866) et les cartes ou photos aériennes de l'IGN pour la période actuelle (1950 à aujourd'hui).

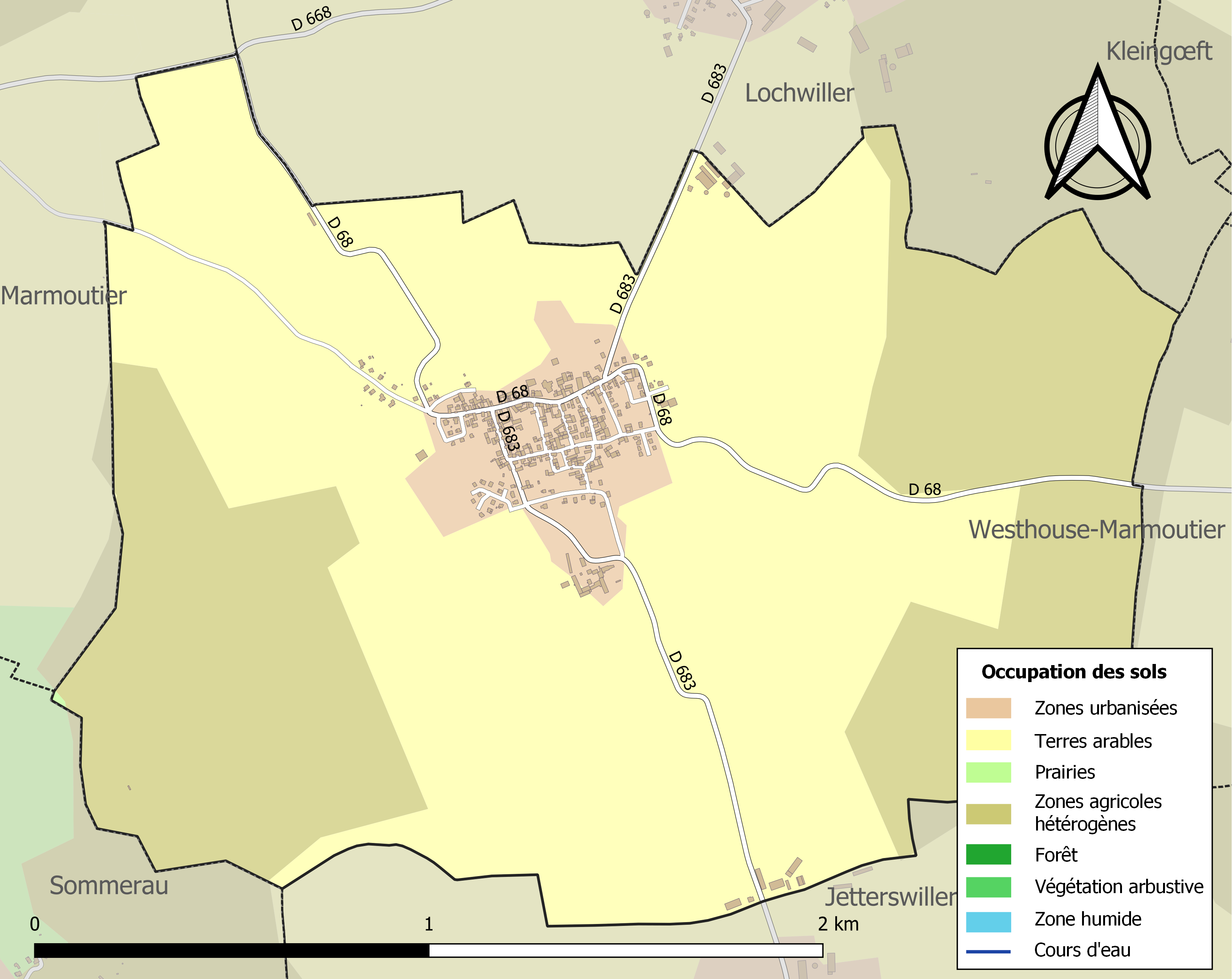
Carte des infrastructures et de l'occupation des sols de la commune en 2018 (CLC).

### Voies de communications et transports

#### Voies routières
- A4 : Échangeurs Saverne, Phalsbourg, Hochfelden.
- A352 : Échangeur Molsheim - Obernai.
- A340 : D421 Brumath - Mommenheim.
- A351 : N4 Wasselonne - Saverne.

#### Transports en commun
- Transports en Alsace.
- Fluo Grand Est.

##### SNCF

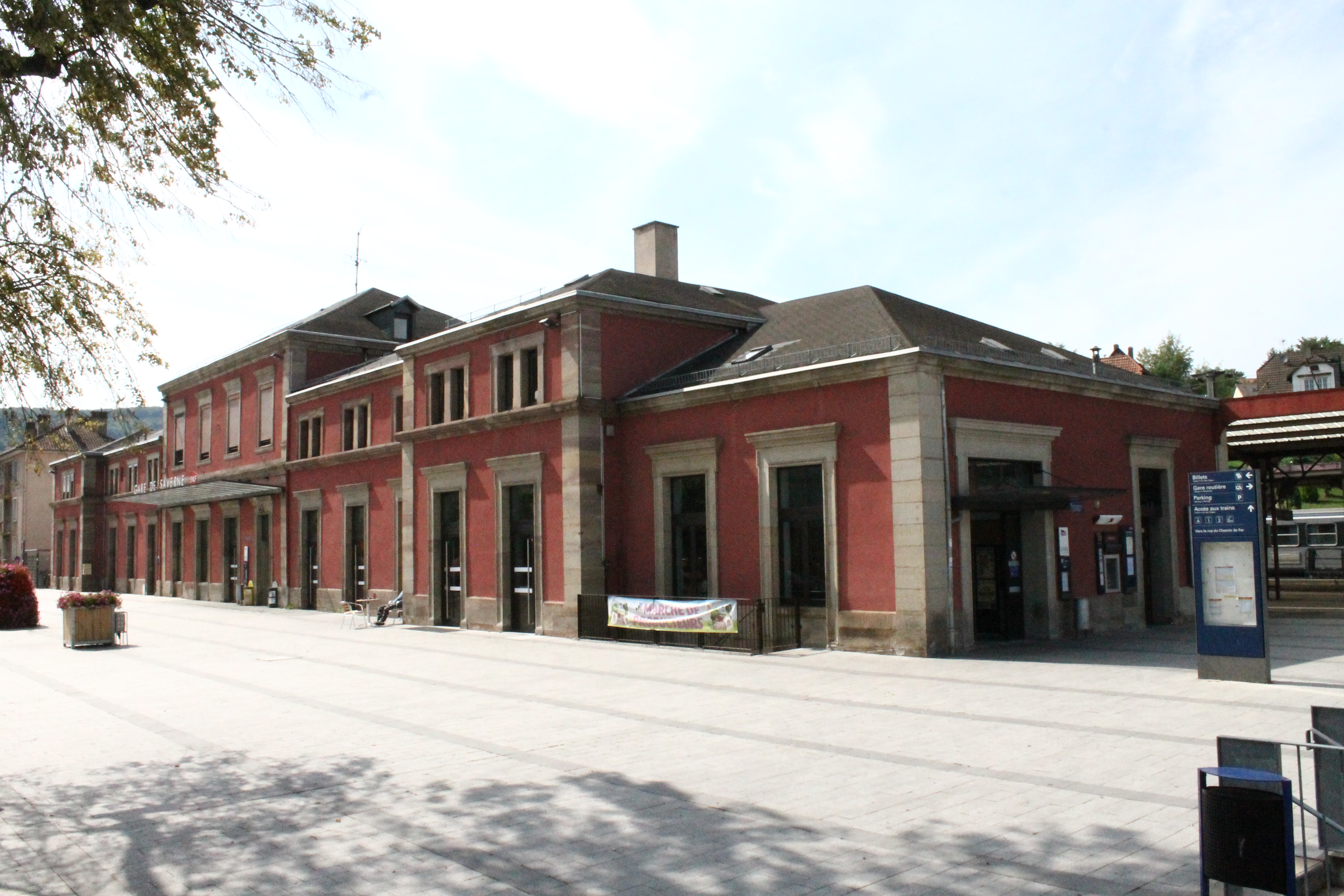
La gare de Saverne.

- Gare de Saverne.
- Gare de Zornhoff-Monswiller.
- Gare de Steinbourg.
- Gare de Dettwiller.
- Gare de Lutzelbourg.

### Risques naturels et technologiques
Commune située dans une zone de sismicité moyenne.

## Histoire
Au Xe siècle le village est un bien de l'Abbaye Saint-Étienne de Marmoutier. Attribué en fief aux seigneurs de Geroldseck dès le début du XIIe siècle, puis à la famille aux Wangen-Geroldseck. 
Citée pour la première fois en 1367, la chapelle existait certainement depuis la fin du XIIIe siècle ou le début du XIVe siècle. 
La vierge du pèlerinage, appelée Mère de Miséricorde ou Notre Dame la Bien-Aimée a attiré un pèlerinage important. Acquise à la Révolution par un habitant de Reutenbourg, la chapelle conserva son pèlerinage, autorisé par le préfet en 1813. Elle fut rachetée par l'abbé Fritsch en 1827 pour y installer une congrégation pour la jeunesse chrétienne.

## Politique et administration

### Découpage territorial

#### Commune et intercommunalités
Commune membre de la communauté de communes du Pays de Saverne.

### Élections municipales et communautaires

#### Liste des maires
| Période                                  | Période   | Identité              | Étiquette | Qualité |
| ---------------------------------------- | --------- | --------------------- | --------- | ------- |
| Les données manquantes sont à compléter. |           |                       |           |         |
| mars 1983                                | mars 2008 | Jean-Bernard Hauswalt |           |         |
| mars 2008                                | En cours  | Frédéric Georger      |           |         |

### Finances communales

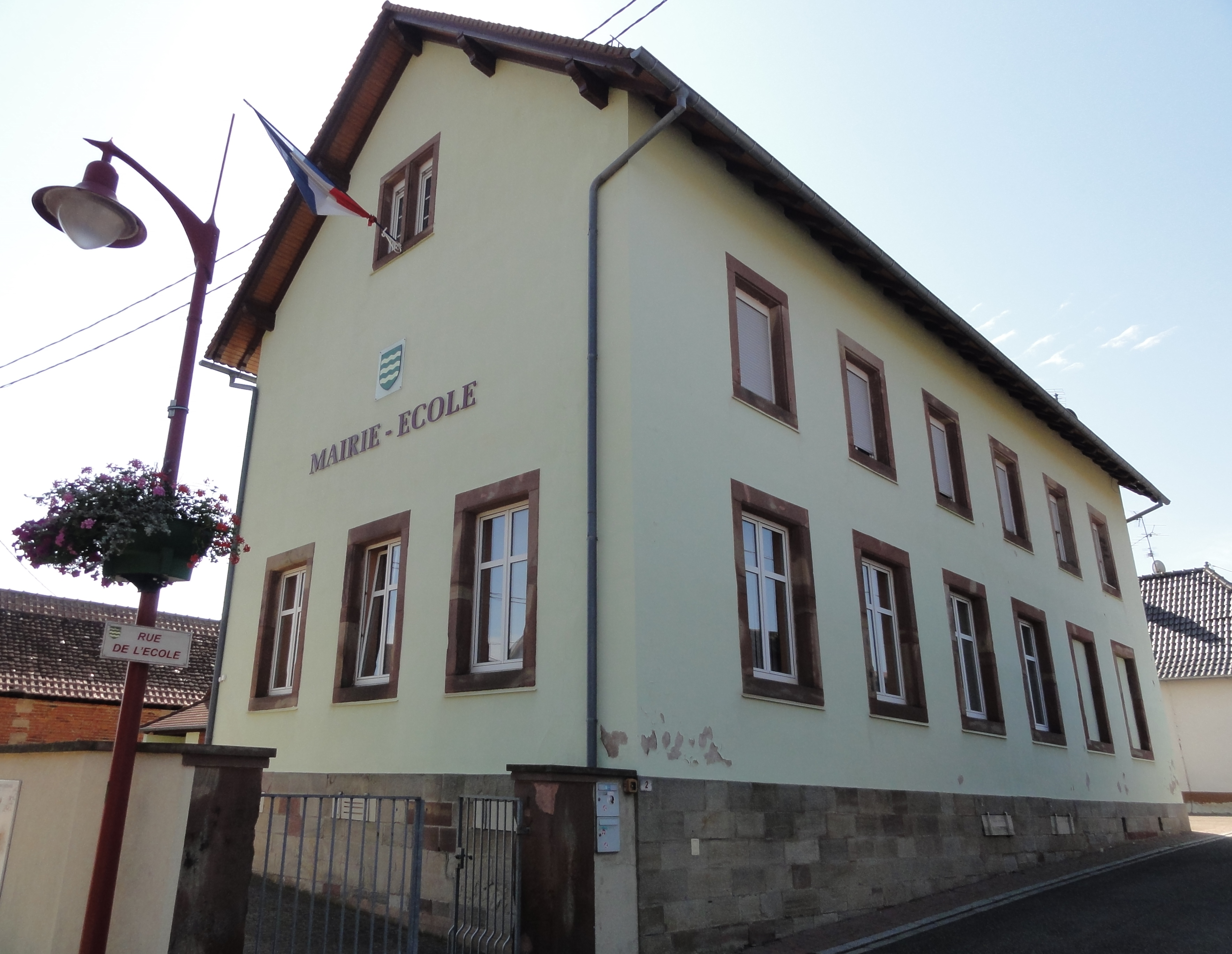
La mairie-école.

En 2021, le budget de la commune était constitué ainsi :
- total des produits de fonctionnement : 184 000 €, soit 443 € par habitant ;
- total des charges de fonctionnement : 180 000 €, soit 432 € par habitant ;
- total des ressources d'investissement : 160 000 €, soit 385 € par habitant ;
- total des emplois d'investissement : 273 000 €, soit 657 € par habitant ;
- endettement : 45 000 €, soit 108 € par habitant.

Avec les taux de fiscalité suivants :
- taxe d'habitation : 3,00 % ;
- taxe foncière sur les propriétés bâties : 18,17 % ;
- taxe foncière sur les propriétés non bâties : 13,00 % ;
- taxe additionnelle à la taxe foncière sur les propriétés non bâties : 0,00 % ;
- cotisation foncière des entreprises : 0,00 %.

Chiffres clés Revenus et pauvreté des ménages en 2020 : médiane en 2020 du revenu disponible, par unité de consommation : 25 410 €.

## Équipements et services publics

### Enseignement
Établissements d'enseignements :
- Écoles maternelles et primaires à Marmoutier, Westhouse-Marmoutier, Dimbsthal, Sommerau, Romanswiller.
- Collèges à Marmoutier, Wasselonne, Saverne, Marlenheim.
- Lycées à Saverne, Phalsbourg.

### Santé
Professionnels et établissements de santé :
- Médecins à Marmoutier, Romanswiller, Otterswiller, Gottenhouse, Saverne.
- Pharmacies à Marmoutier, Saverne, Wasselonne.
- Hôpitaux à Reutenbourg, Saverne, Phalsbourg, Mutzig.

## Population et société

### Démographie

#### Pyramide des âges
L'évolution du nombre d'habitants est connue à travers les recensements de la population effectués dans la commune depuis 1793. Pour les communes de moins de 10 000 habitants, une enquête de recensement portant sur toute la population est réalisée tous les cinq ans, les populations de référence des années intermédiaires étant quant à elles estimées par interpolation ou extrapolation. Pour la commune, le premier recensement exhaustif entrant dans le cadre du nouveau dispositif a été réalisé en 2004.

En 2022, la commune comptait 391 habitants, en évolution de −9,49 % par rapport à 2016 (Bas-Rhin : +3,17 %, France hors Mayotte : +2,11 %).
| 1793 | 1800 | 1806 | 1821 | 1831 | 1836 | 1841 | 1846 | 1851 |
| ---- | ---- | ---- | ---- | ---- | ---- | ---- | ---- | ---- |
| 462  | 498  | 517  | 569  | 603  | 623  | 618  | 648  | 631  |

| 1856 | 1861 | 1866 | 1871 | 1875 | 1880 | 1885 | 1890 | 1895 |
| ---- | ---- | ---- | ---- | ---- | ---- | ---- | ---- | ---- |
| 556  | 599  | 581  | 503  | 518  | 554  | 541  | 503  | 500  |

| 1900 | 1905 | 1910 | 1921 | 1926 | 1931 | 1936 | 1946 | 1954 |
| ---- | ---- | ---- | ---- | ---- | ---- | ---- | ---- | ---- |
| 504  | 531  | 496  | 517  | 467  | 446  | 432  | 427  | 405  |

| 1962 | 1968 | 1975 | 1982 | 1990 | 1999 | 2004 | 2006 | 2009 |
| ---- | ---- | ---- | ---- | ---- | ---- | ---- | ---- | ---- |
| 367  | 365  | 355  | 328  | 318  | 303  | 322  | 326  | 378  |

| 2014 | 2019 | 2022 | - | - | - | - | - | - |
| ---- | ---- | ---- | - | - | - | - | - | - |
| 409  | 393  | 391  | - | - | - | - | - | - |

### Cultes
- Culte catholique, Communauté de paroisses "Les Prairies de la Zorn"[25], Diocèse de Strasbourg.

## Économie

### Entreprises et commerces

#### Agriculture
- Culture et élevage associés.
- Culture de céréales, de légumineuses et de graines oléagineuses.

#### Tourisme
- Hébergements et restauration à Marmoutier, Schwenheim, Dimbsthal.

#### Commerces
- Commerces et services de proximité à Reutenbourg, Marmoutier, Saverne, Lochwiller, Wasselonne.

## Culture locale et patrimoine

### Lieux et monuments

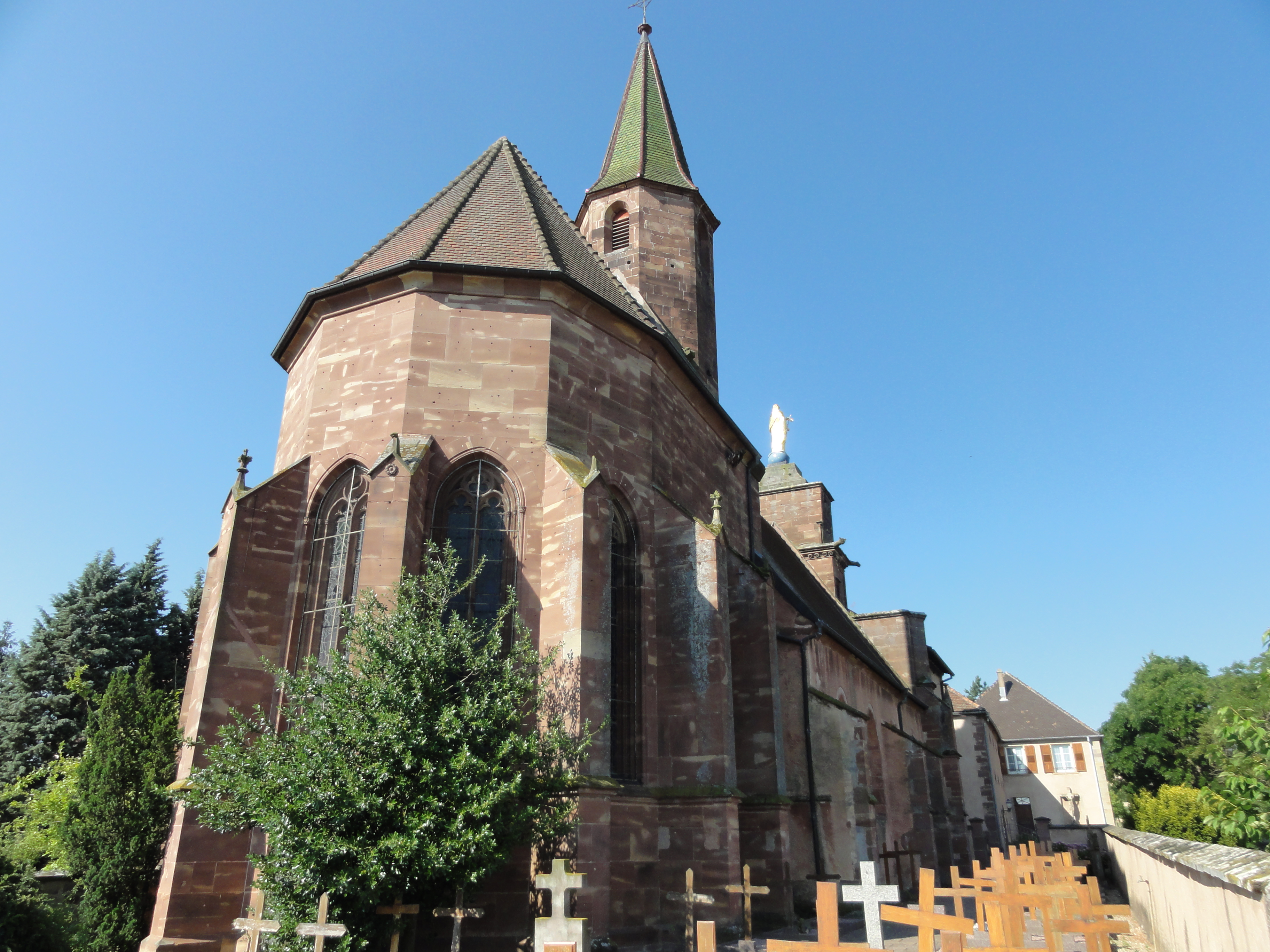
Chevet de l'église.
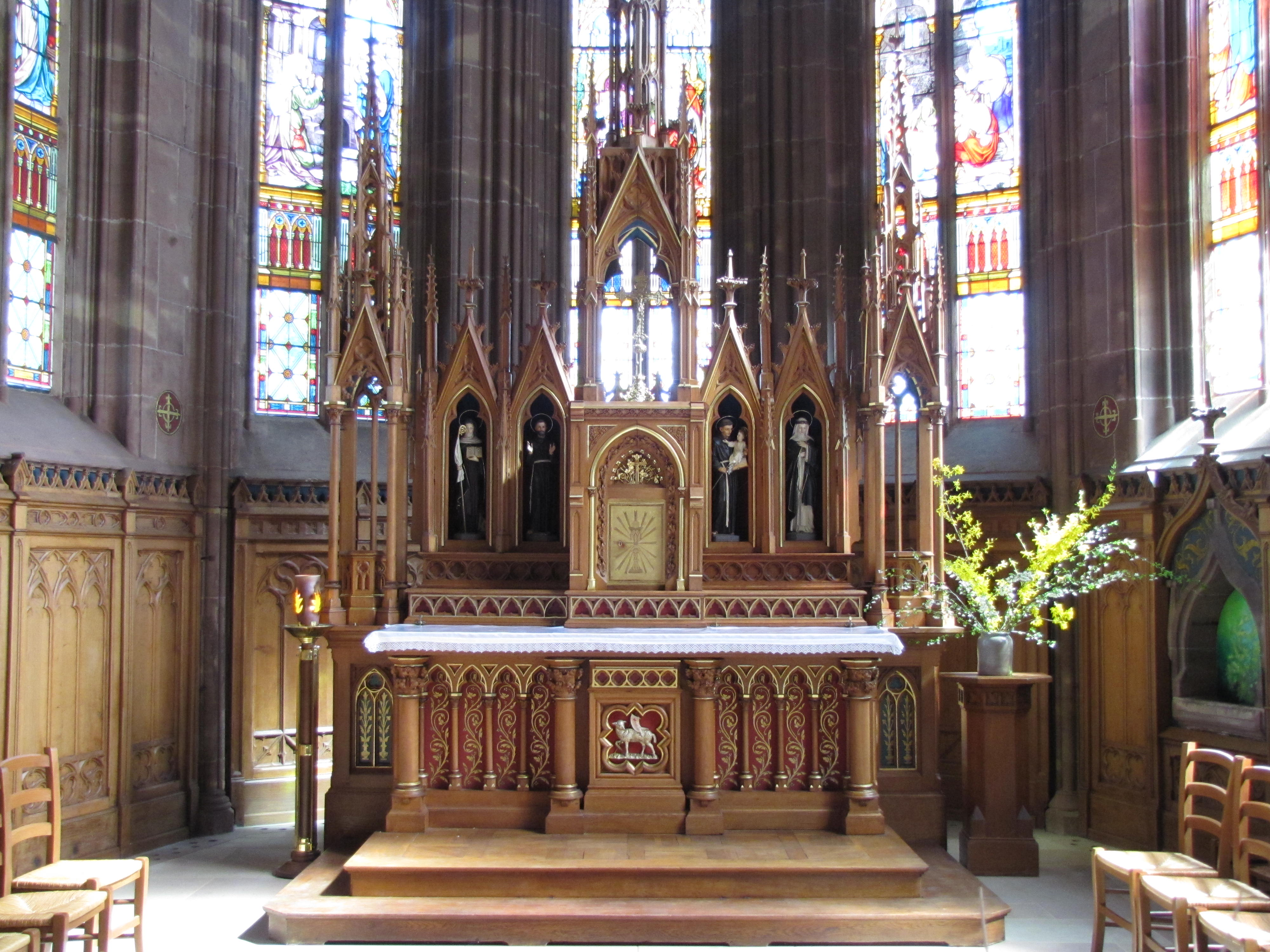
Maître-autel (1902).
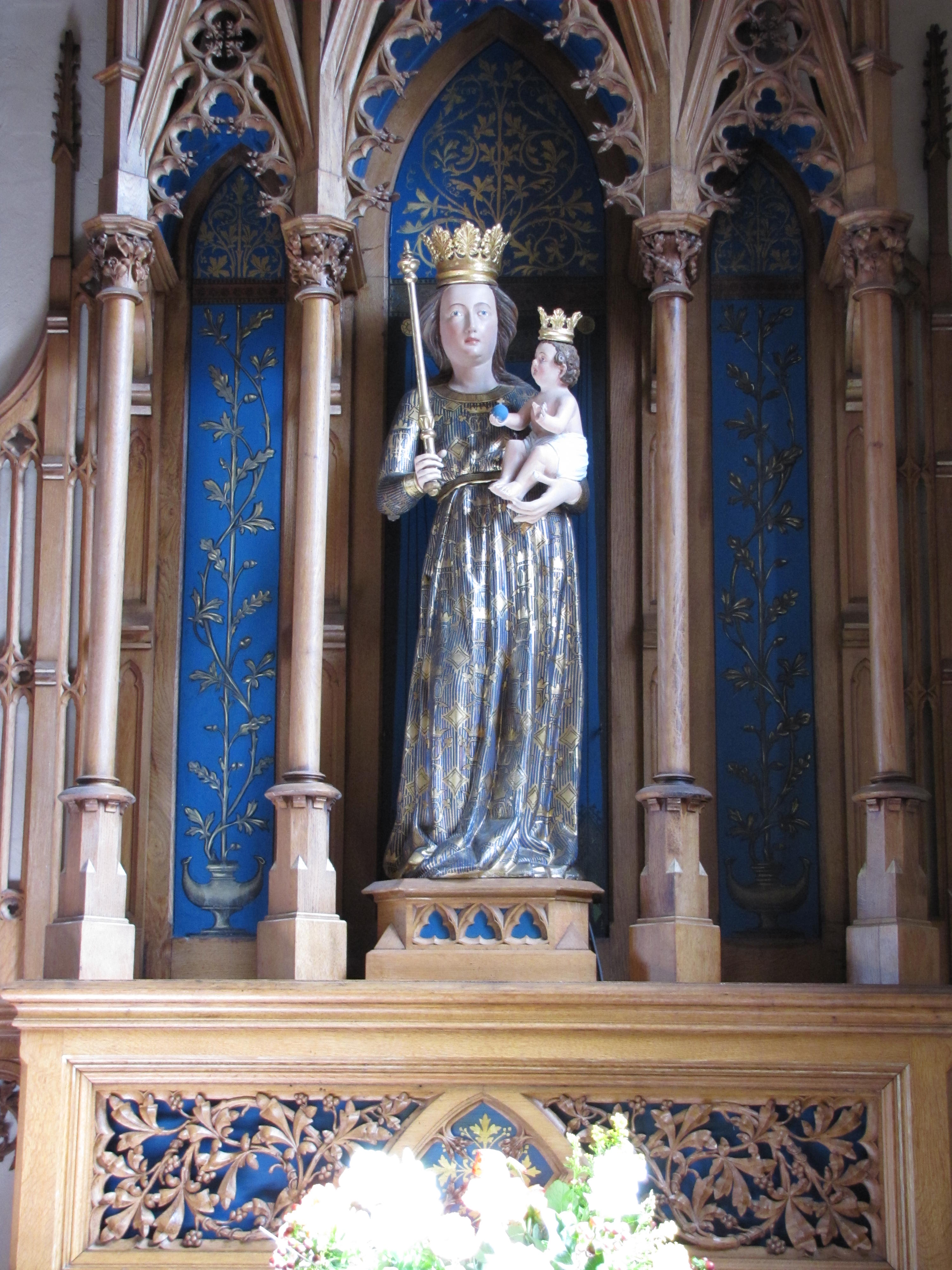
Vierge à l'enfant (XVe).
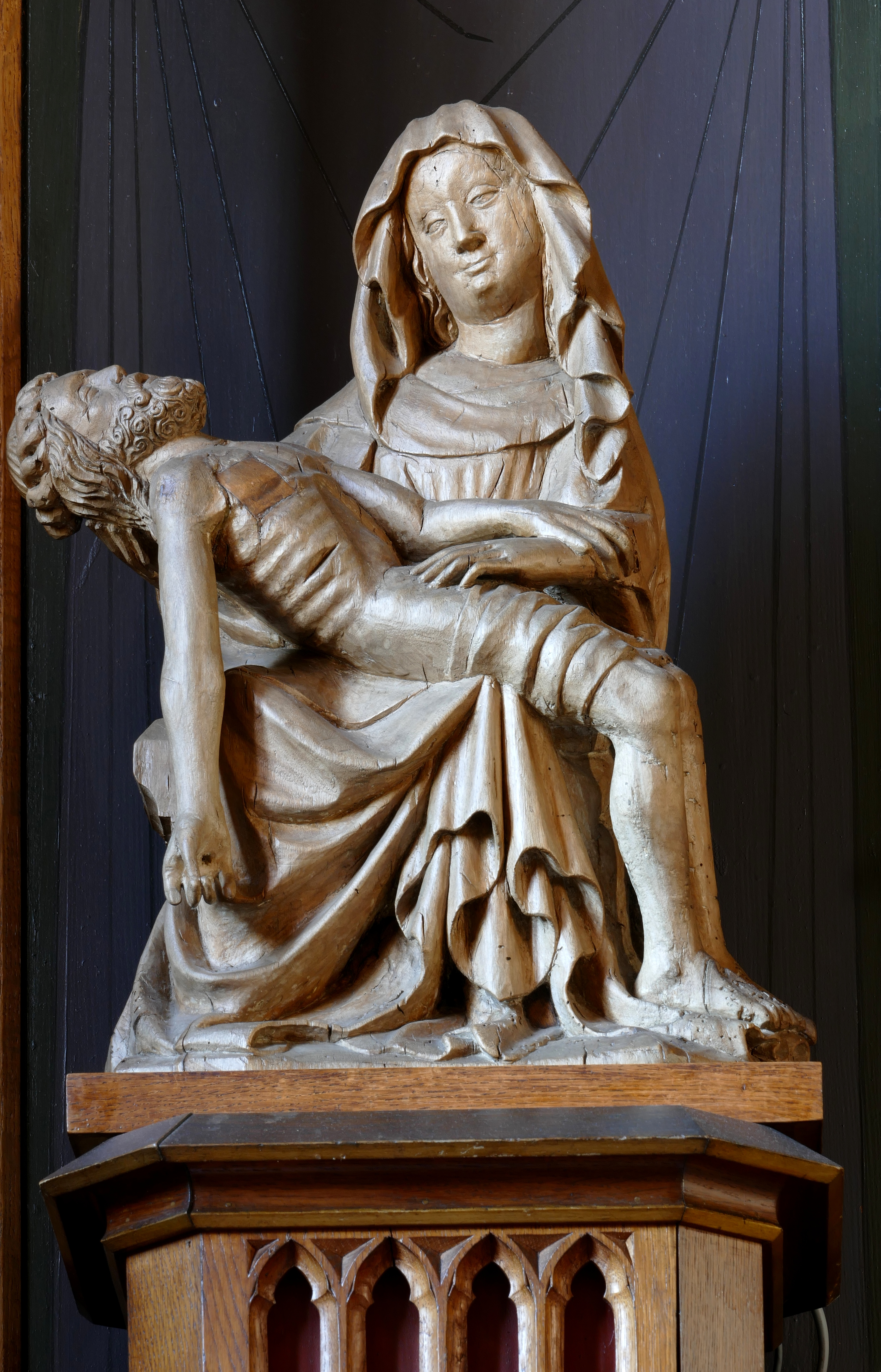
Vierge de pitié (1443).
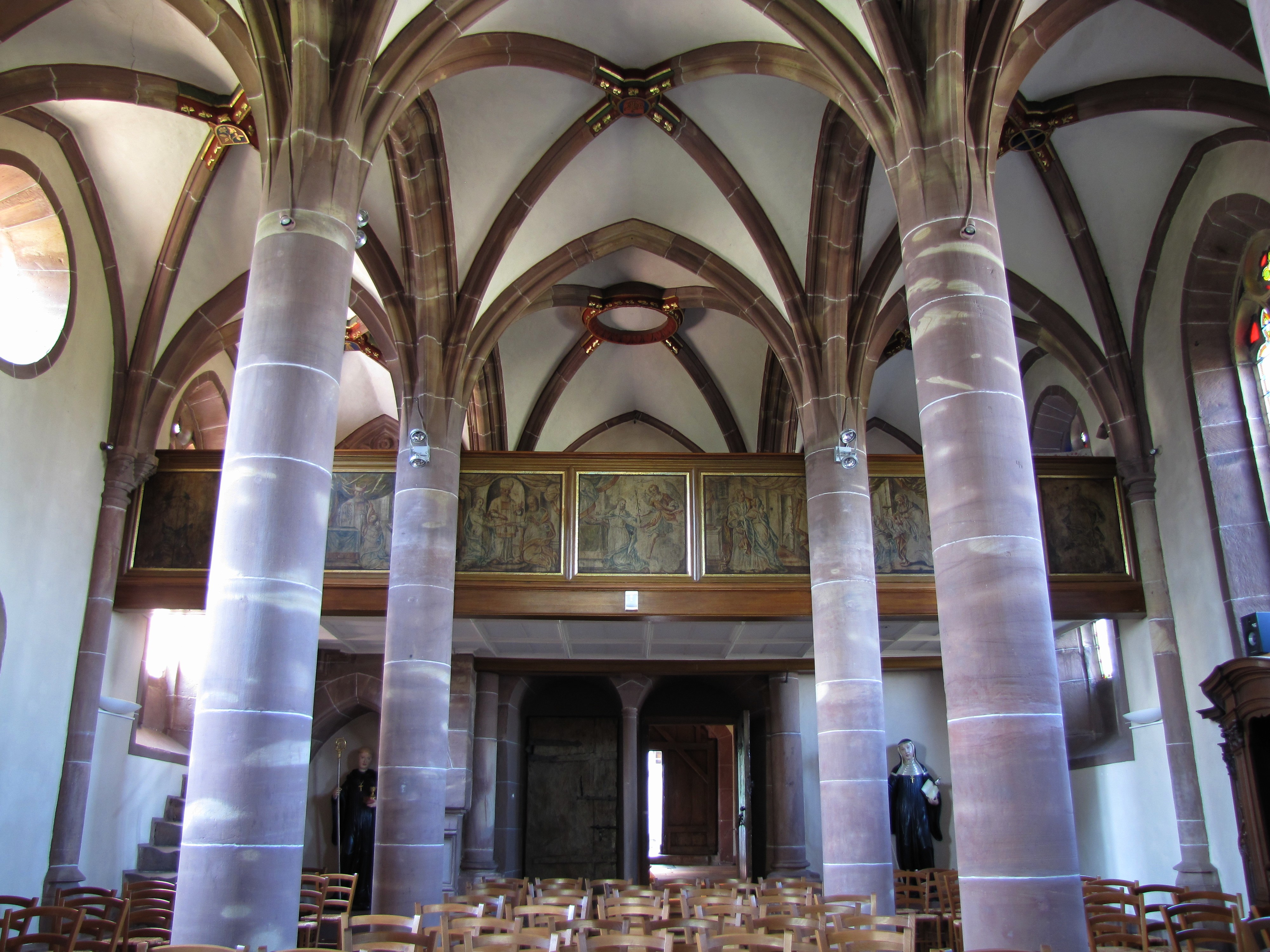
Vue intérieure vers la galerie de tribune.
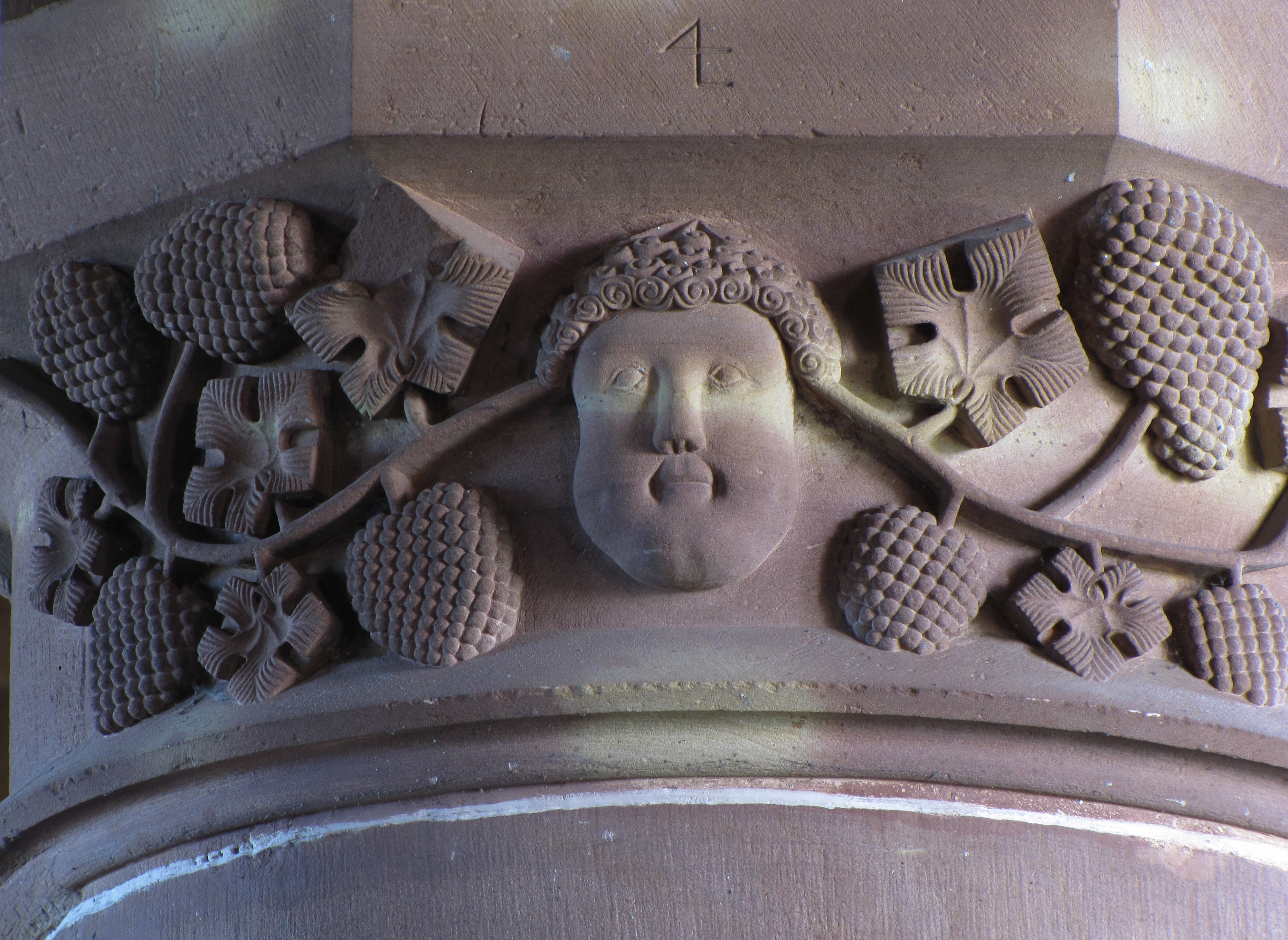
Détails d'un chapiteau de la nef (XIIIe-XVe).
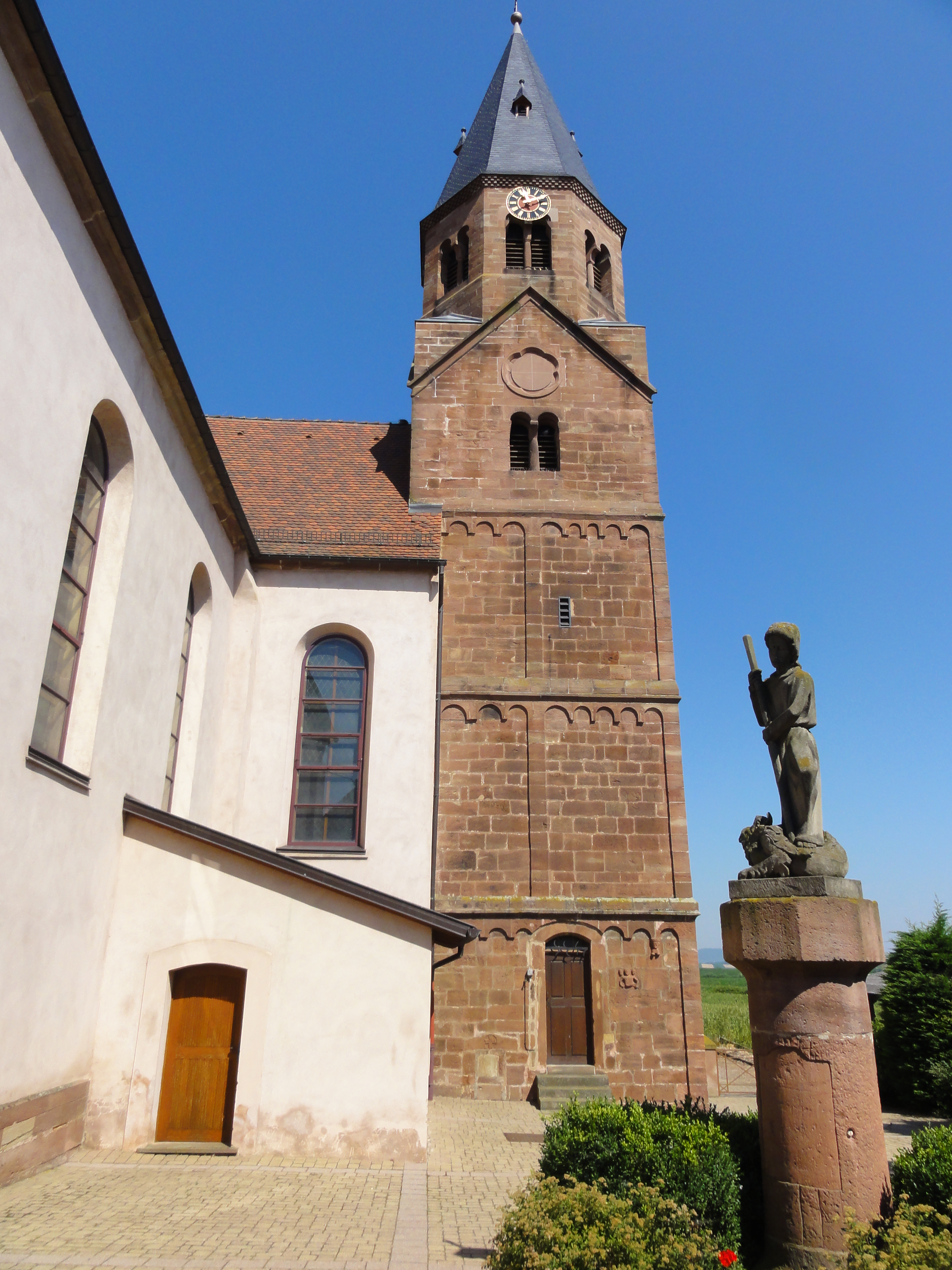
Église paroissiale Saint-Cyriaque.
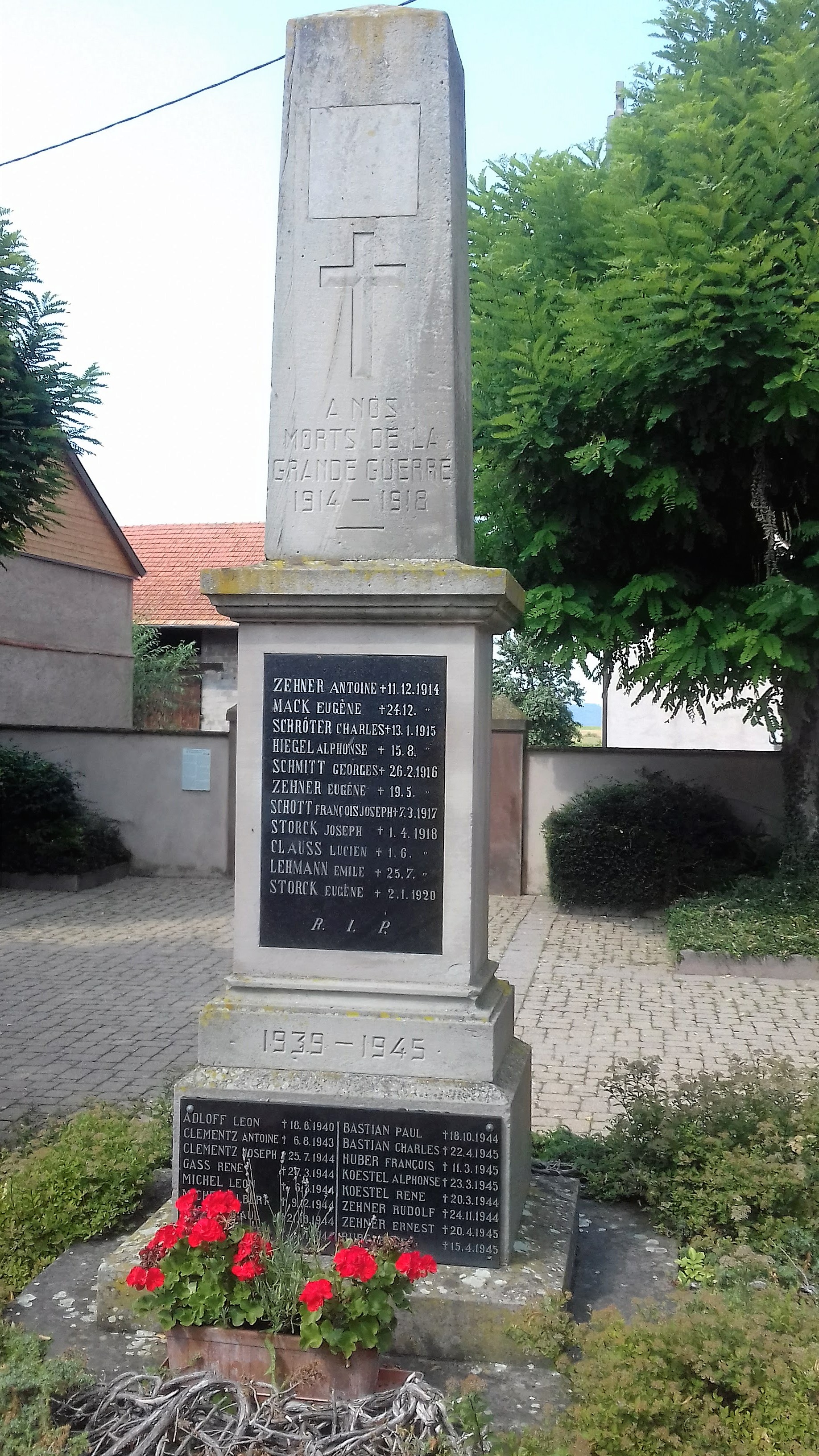
Monument aux morts 1914-1918 et 1939-1945.

#### Sanctuaire Notre-Dame de Reinacker
Église de pèlerinage de la Vierge et de la sainte Croix.
Citée pour la première fois en 1367, la chapelle existait certainement depuis la fin du XIIIe siècle. Elle est aujourd'hui l'église conventuelle d'une communauté de sœurs franciscaines et un lieu de pèlerinage marial,.

#### L'église de Reutenbourg (Saint Cyriaque)
L'église paroissiale a conservé un clocher de l'époque romane, situé à l'est du transept actuel, ce qui permet de penser qu'il s'agissait du chœur de l'église,.

#### Croix - monuments de commémoration
- Croix de chemin dite Bildstock[31].
- Croix monumentale 1[32]. Dans le cimetière des religieuses, chaire et croix miraculeuse de 1442[33].
- Groupe sculpté au dessus du porche d'entrée : Haut-relief Anne trinitaire[34]
- Croix monumentale 2[35].
- Croix de cimetière, chapelle de la Vierge et de la Sainte-Croix : Christ en croix[36].
- Monument aux morts[37] : Conflits commémorés : Guerres 1914-1918 - 1939-1945.

### Personnalités liées à la commune
- Le Curé Fritsch qui acheta et restaura la chapelle en 1827. Mort en 1839 à l'âge de 44 ans, il fut enterré à Jetterswiller. Son tombeau a été transféré à Reinacker en 1956[38].

### Héraldique
| Blason de Reutenbourg | Blason  | De sinople aux trois fasces ondées d'or. |
| Blason de Reutenbourg | Détails |                                          |

## Pour approfondir